# Fiat-Polski
Polski FIAT est une marque sous laquelle ont été commercialisés des véhicules sous licence FIAT fabriqués ou assemblés en Pologne par différentes entités distinctes comme FSO ou FSM.

## L'histoire dePZinz- Polski FIAT et FSO
Les liens entre le géant italien FIAT et la Pologne sont très anciens, ils remontent au début du XXe siècle, à l'année 1920 notamment.

### Création de FIAT Polski dans le contexte polonais
Au début de l'année 1920, la société italienne FIAT S.p.A. et Herman Meyer, son représentant en Pologne et Russie, sont autorisées à créer la société « FIAT Polski »,. Le 10 janvier 1921, la première pierre de la construction de la première usine automobile polonaise est posée, mais les difficultés de la Deuxième République polonaise bloquent partiellement le projet qui sera transformé en un atelier de service aux véhicules FIAT importés d'Italie en lieu et place de l'usine. Peu de temps après, FIAT SpA rachète la société Meyer ce qui lui permet de détenir 90 % du capital de FIAT Polski.
À cette époque, la Pologne comme beaucoup de pays européens, connaît une grave crise économique et en 1931, le Département Technique du Ministère et des affaires Militaires est à la recherche urgente d'un constructeur automobile étranger disposé à céder sa technologie pour produire ses modèles en Pologne. L'armée polonaise voulait motoriser ses troupes mais il lui fallait absolument trouver à l'étranger les constructeurs pouvant apporter la technologie. Le développement des véhicules de l'armée était le monopole de Panstwowe Zaklady Inzynierii - PZinz (usine et cabinet d'ingénierie national) dépendant du Ministère de la Défense.
Un appel à candidatures est lancé et des négociations débutent avec Renault qui refuse les conditions imposées, l'offre de Citroën est jugée insuffisante, Skoda n'a pas répondu et c'est finalement FIAT qui, après de longues études, négociations et tests sur les modèles proposés, est retenu avec une offre de 1 200 000 US dollars et des conditions plus favorables pour la Pologne.
Le 21 septembre 1931, la société Panstwowe Zaklady Inzynierii - PZinz (usine et bureau d'ingénierie national) dépendant du Ministère de la Défense dont le siège est à Varsovie et plus important constructeur de véhicules militaires du pays et le groupe italien FIAT S.p.A. signent un accord technique et financier qui conduit à la création de la nouvelle société Polski FIAT S.A. avec le droit exclusif de produire et d'apporter toute modification aux produits fabriqués par la société italienne depuis le jour de la signature jusqu'au 1er janvier 1942.

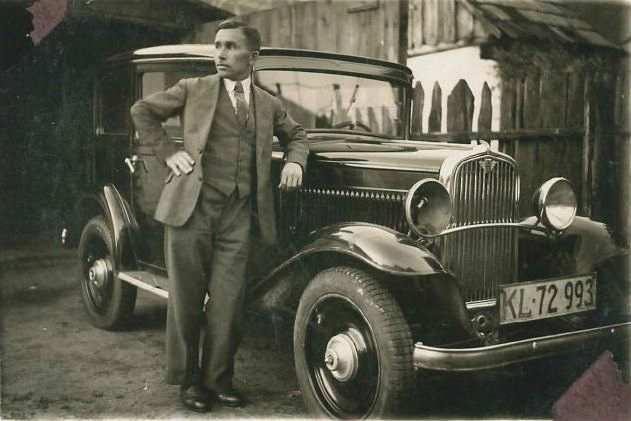
Polski FIAT 508-I

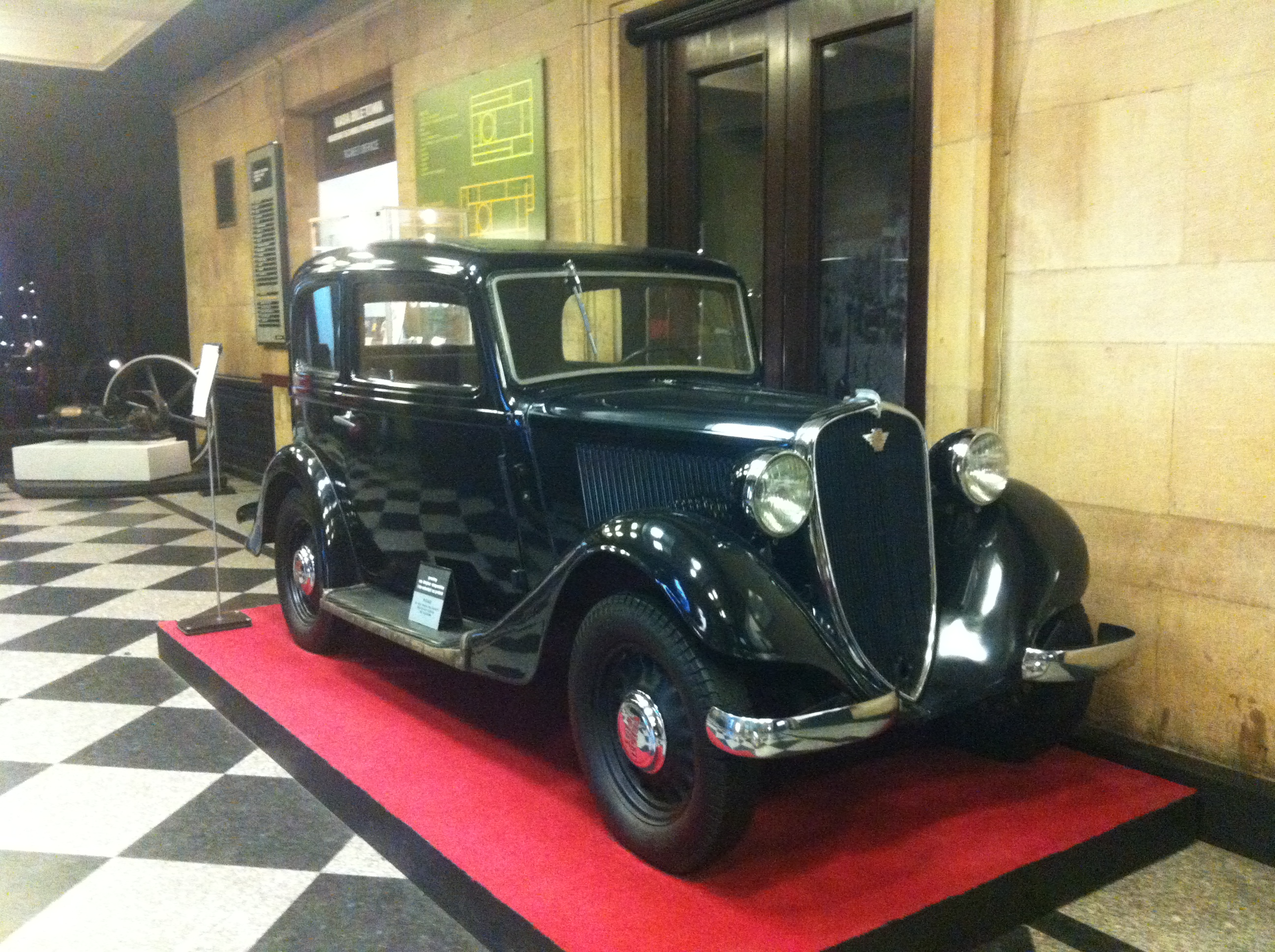
Polski FIAT 508 III "Junak"

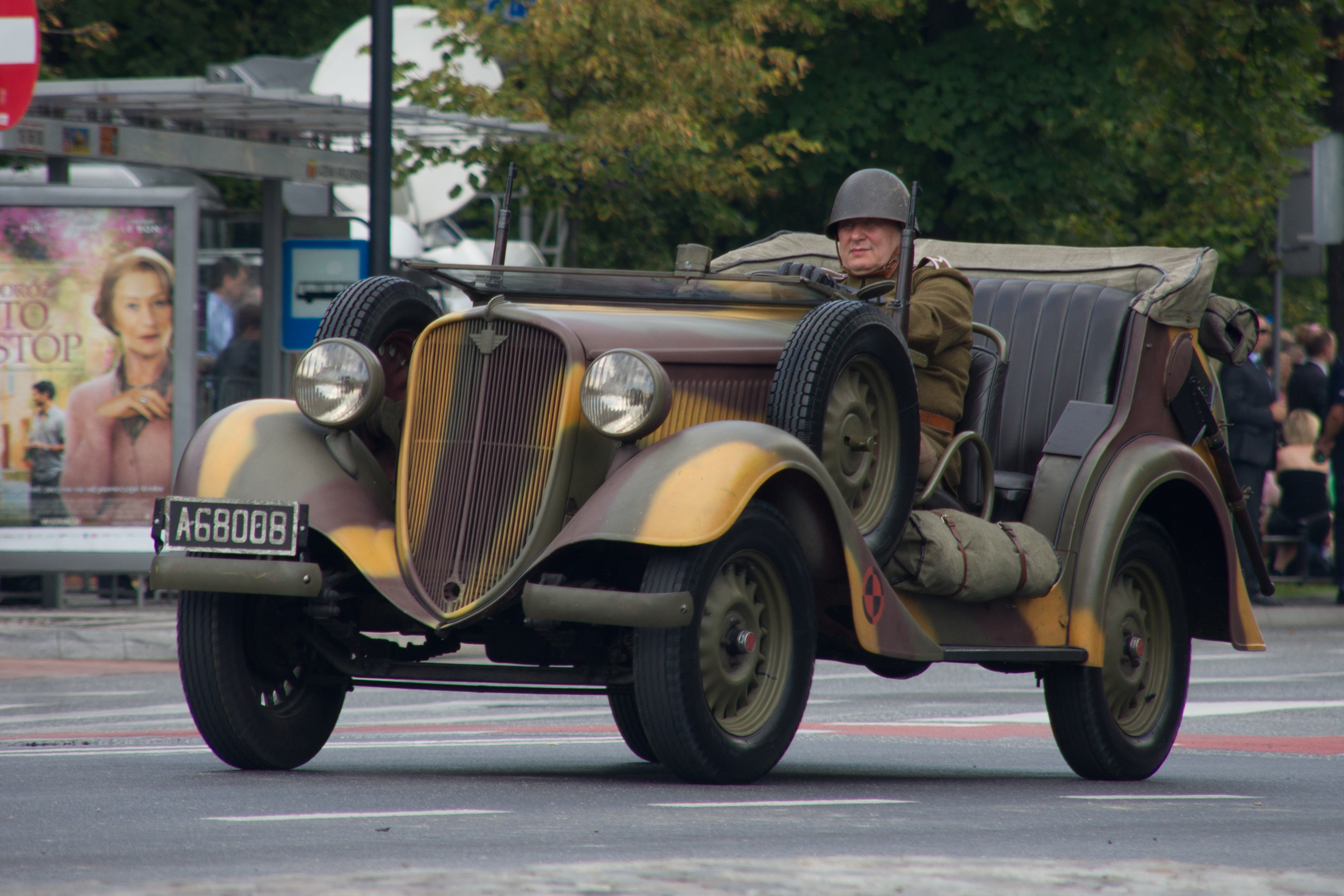
Polski FIAT 508 Łazik

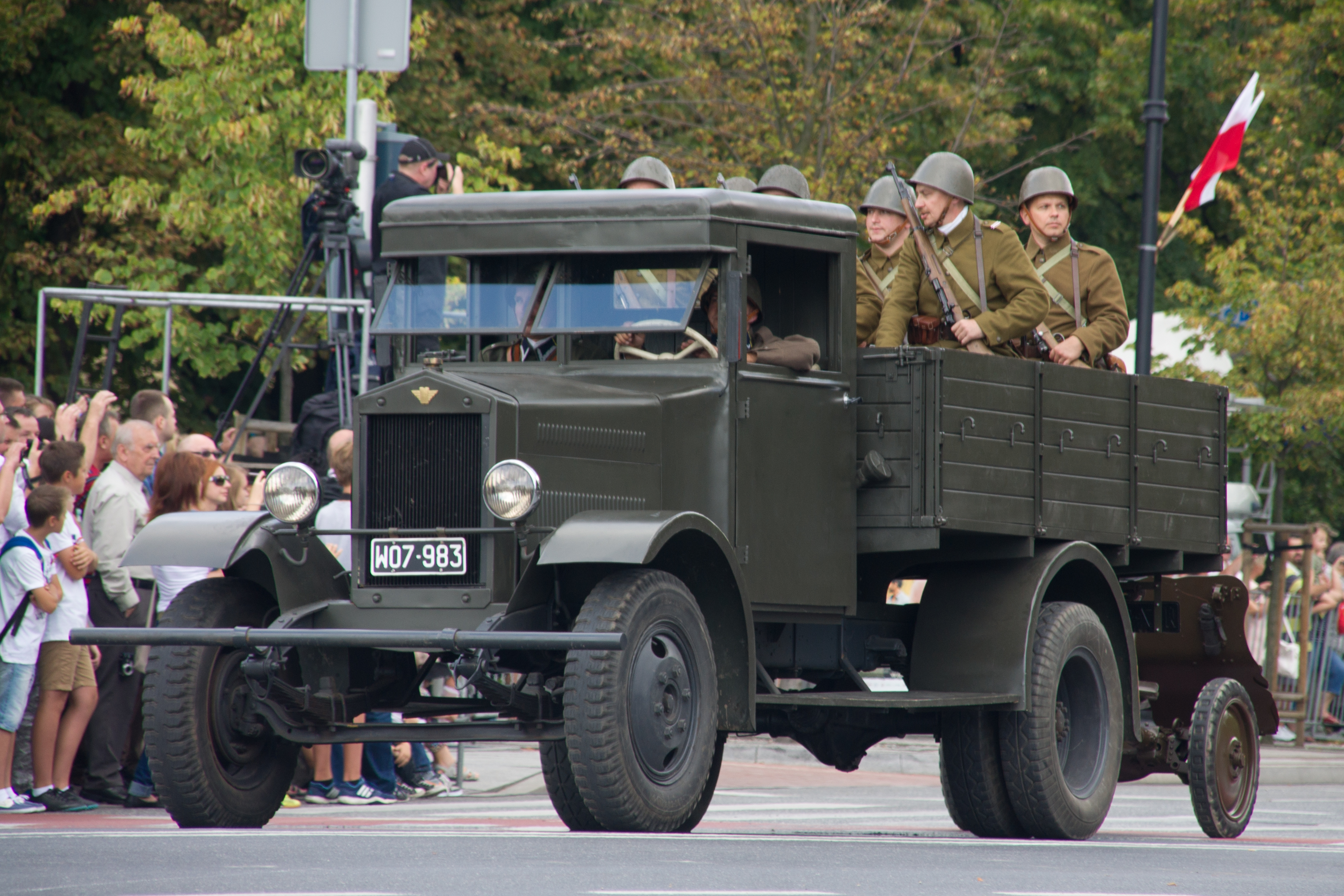
Polski FIAT 621 militaire

FIAT dut alors construire et équiper en machines-outils une nouvelle usine de voitures et de camions pour une production totale arbitrairement arrêtée à 3 000 exemplaires par an, soit 10 unités quotidiennes. De plus, FIAT a dû assurer la formation du personnel polonais et livrer le premier lot de pièces de rechange. Les cadres et agents de maîtrise de la nouvelle société furent formés directement chez FIAT à Turin. 
L'accord portait sur des modèles très différents, les voitures FIAT 508 Balilla et 518 Ardita et le camion FIAT 621 de 2,5 tonnes de charge utile, ainsi que sur la fourniture des manuels de production et d'entretien, pour l'usine comme pour les utilisateurs. De plus, il fallut créer un réseau de distribution et d'entretien avec des garagistes compétents et outillés.
Conformément au contrat signé, après seulement vingt mois, le 6 août 1932, la première FIAT polonaise sortait des chaînes de montage de l'usine Państwowe Zakłady Inżynieryjnych de Varsovie. Comme stipulé au contrat, les véhicules étaient produits avec des composants locaux dont le taux d'intégration était de 95 %, y compris le moteur Fiat « F 108 » renommé « PZ 117 » portant la marque Polski FIAT.
Le modèle de base fabriqué en Pologne était la FIAT 508 Balilla, berline fiable et robuste, équipée d'un moteur 4 cylindres de 995 cm3 développant 24 chevaux. L'usine fut équipée de l'outillage FIAT nécessaire et la fabrication démarra en 1934.
Peu de temps plus tard, un modèle de voiture supérieur fut également fabriqué, la Polski FIAT 518 clone de la FIAT 518 Ardita, équipée d'un moteur de 1 900 cm3 développant 45 chevaux.
En plus des deux types de voitures déjà fabriqués, un certain nombre de toutes nouvelles FIAT 1500 6 cylindres furent également assemblées avec des kits importés d'Italie.
Plus tard, d'autres voitures comme les FIAT 1100 et 500 Topolino furent assemblées dans une nouvelle usine construite par FIAT pour sa filiale polonaise FIAT Central Service de Varsovie, rue Sapieżyńska. 
Toutes les automobiles fabriquées par FIAT PZinz étaient estampillées Polski FIAT. 
La Polski FIAT 508 fut la première voiture polonaise à être assemblée par milliers sur une chaîne mécanisée. Sa production dépassait les 2 000 exemplaires annuels. D'autres variantes de carrosserie étaient disponibles chez des carrossiers locaux.
La demande augmentait régulièrement passant de 1 500 en 1934 à 14 000 en 1938, il fut même prévu une production de 30 000 exemplaires pour 1940. Les versions militaires des modèles civils furent naturellement fabriquées sur les mêmes bases que les modèles italiens d'origine : FIAT 508 Balilla, 518 et 621.
Après des années de crise et d'attente, les Polonais allaient enfin pouvoir goûter aux joies du transport individuel, mais c'était sans compter la préparation de la Seconde Guerre mondiale et l'invasion de la Pologne par l'Allemagne nazie qui mit un terme à l'essor de son industrie.
La production dans les usines FIAT Polski s'arrêta brutalement en septembre 1939 et l'on considère que, globalement, 10 000 véhicules ont été fabriqués à cette époque, avant la guerre. Beaucoup de ces véhicules furent réquisitionnés par les troupes allemandes mais les Polonais réussirent à en cacher avant l'invasion et les ressortirent après la guerre. Dans les années 1960, il n'était pas rare de rencontrer de très beaux exemplaires en parfait état sur les routes du pays.

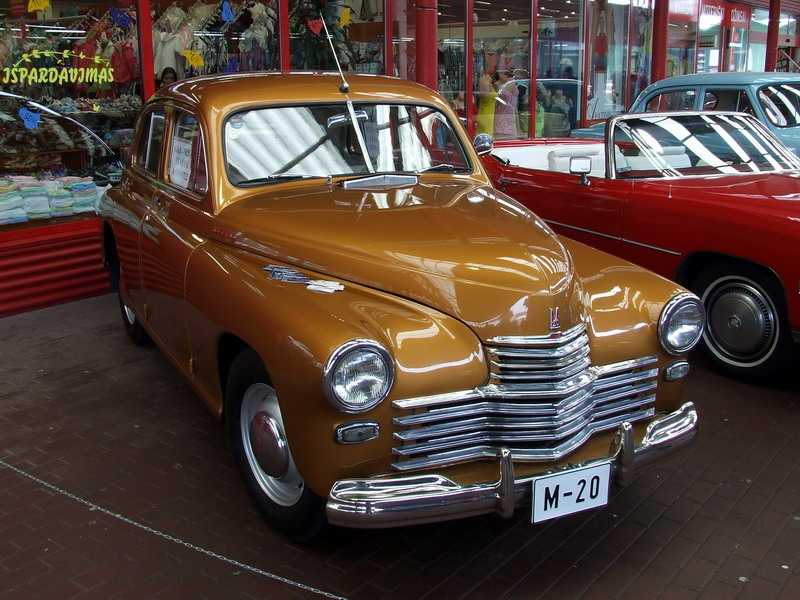
GAZ-M20 Pobeda ou FSO Warszawa

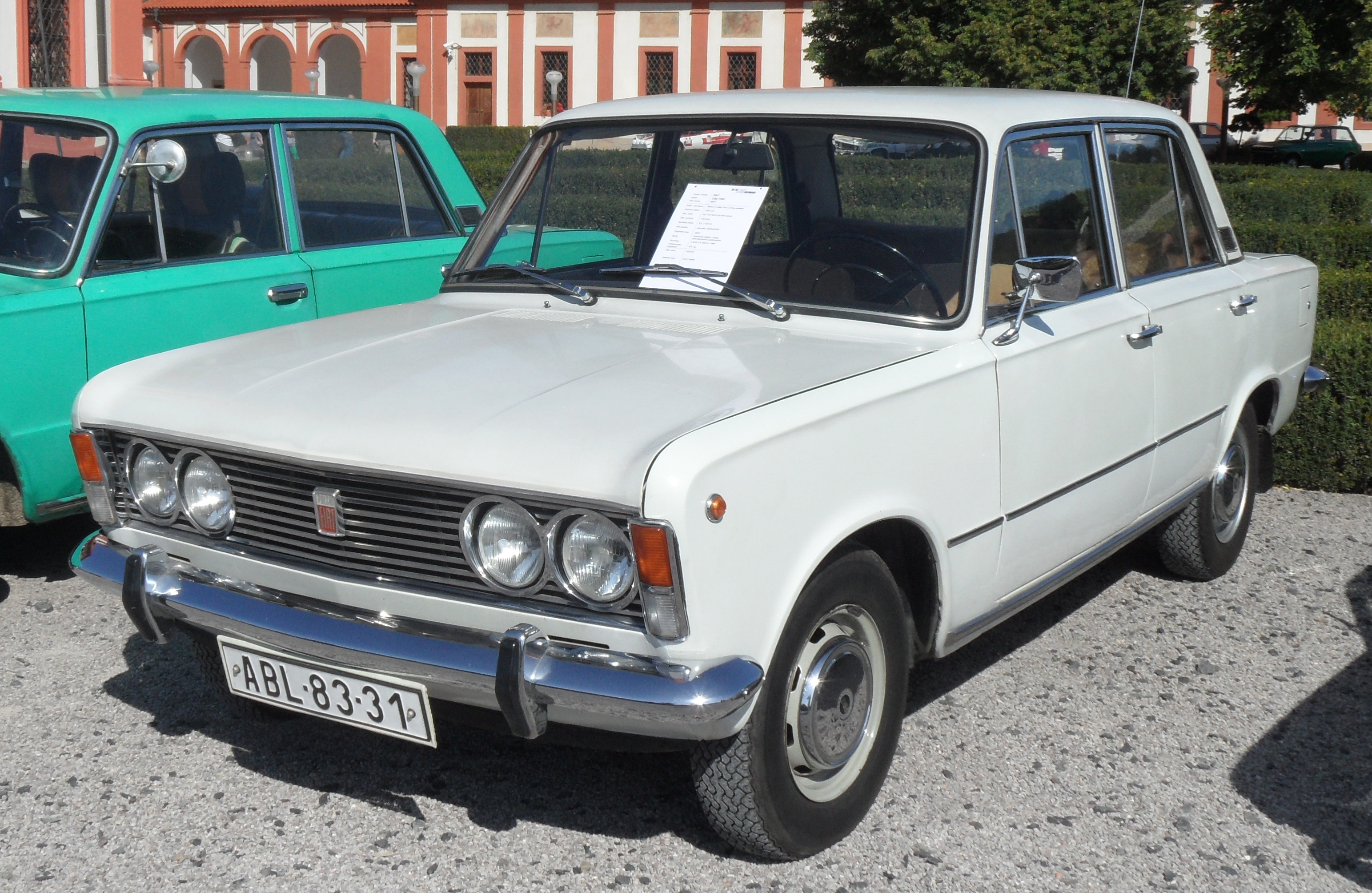
Polski FIAT 125p

Le deuxième chapitre de la coopération entre Fiat et la Pologne a commencé peu après la fin de la Seconde Guerre mondiale. La Pologne a signé un nouveau contrat de coopération technique avec FIAT S.p.A. le 14 avril 1948 prévoyant la construction d'une nouvelle usine pour la production de la FIAT 1100. L'intervention des dirigeants soviétiques qui voulaient imposer la production de leur modèle GAZ Pobieda va entraîner la résiliation du contrat avec Fiat et les FSO Warszawa M-20 polonaises commencèrent à être produites dans l'usine de conception italienne construite à Żerań.
Malgré une série de modernisations, la Warszawa vieillissait rapidement. FSO n'avait ni la capacité technologique ni financière pour lancer la mise au point et la production des prototypes en cours de développement. La question de l'achat d'une licence est donc revenue d'actualité. Władysław Gomułka, le chef du gouvernement de l'époque, ne soutenait pas la motorisation individuelle mais la direction et les ingénieurs de FSO ont finalement réussi à convaincre les décideurs de discuter avec la direction italienne de FIAT. L'Union soviétique avait donné l'exemple en menant des négociations sur l'achat d'une licence avec le géant de Turin pour la licence de la FIAt 124 et la construction de l'usine géante de Togliattigrad. 
Les précédentes aventures de FIAT en terre de Pologne ne furent pas vaines car, le 22 décembre 1965, le gouvernement polonais choisira la FIAT 125 comme voiture porte-drapeau de la Pologne pour assurer la motorisation de masse du pays. Ainsi, FIAT put restructurer l'ancienne usine de Varsovie pour y fabriquer la variante polonaise de la FIAT 125, la Polski FIAT 125p.
En fait, l'existence de ce contrat ne fut dévoilée que l'année suivante après qu'une annexe au contrat de base fut signée. Le contrat d'origine prévoyait l'achat de la licence pour faire produire par FSO la FIAT 1300/1500 et l'annexe signée en 1966 modifiait le type de voiture, optant pour la production d'un modèle hybride créé spécialement pour la Pologne, basé sur le plancher et les composants de la FIAT 1300/1500, mais avec une carrosserie moderne basée sur le dernier modèle FIAT, à savoir la 125. De plus, le nouveau contrat de licence permettait au constructeur d'État FSO d'envisager de construire, toujours sous licence FIAT, d'autres modèles de sa gamme et de pouvoir utiliser les composants FIAT produits localement pour développer d'autres modèles.
La première voiture construite suite à cet accord, a été la Polski FIAT 125p, à partir de 1967. Cette automobile était la copie de la FIAT 125 italienne dont la production allait s'arrêter en Italie en 1972, remplacée par la FIAT 132. 
Modifiée et adaptée au fur et à mesure, la Polski FIAT 125P, sera produite en plusieurs variantes : berline, break, pick-up, cabriolet et limousine à 6 portes berline et cabriolet. Des carrossiers spécialisés la transformeront pour une utilisation en ambulance. 
À partir du 1er janvier 1983, alors que le contrat de licence avait expiré et à la demande de FIAT Auto Italie, le logo FIAT Polski disparaît au profit du retour de FSO sur la calandre des voitures, sans aucune autre modification.
La production de la Polski FIAT 125p ou FSO 125p s'est poursuivie jusqu'au 29 juin 1991 avec 1 445 699 exemplaires sortis des chaînes polonaises.

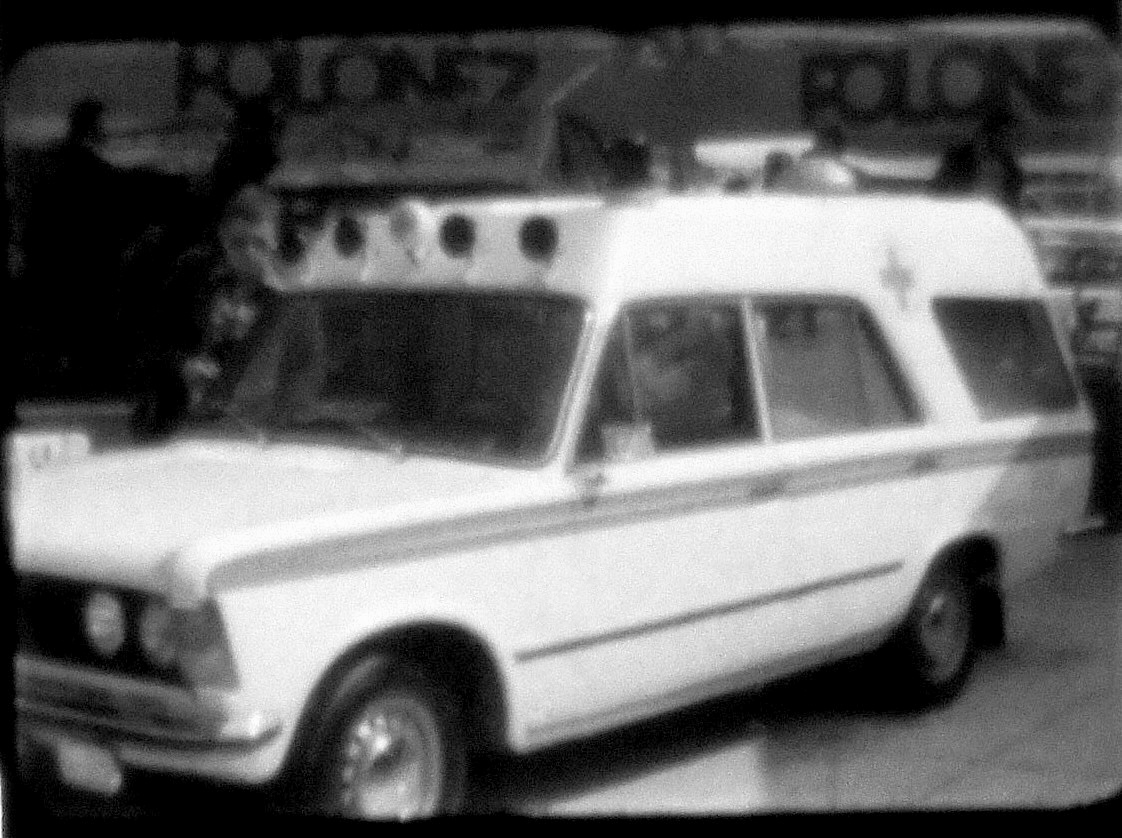
CIMOS Polski FIAT 125p ambulance

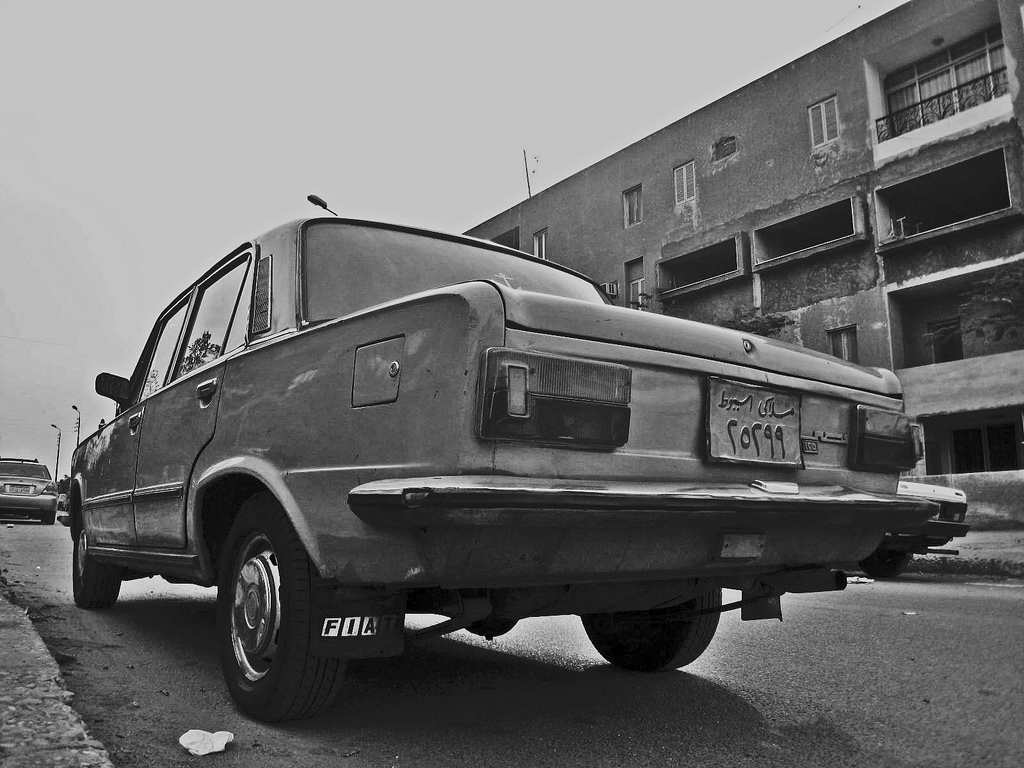
Nasr FIAT 125p en Égypte

Comme beaucoup de modèles connaissant un grand succès dans le monde avec 874 966 l exemplaires exportés, la FIAT 125p a aussi été assemblée en CKD sous licence dans plusieurs pays éloignés :
- Ex Yougoslavie : 
  - Zastava : Le constructeur serbe Zastava, dépendant du groupe FIAT depuis 1953, a assemblé 114 526 exemplaires de la FIAT 125p en CKD, en échange de la Zastava 1100 assemblée par Polski FIAT en Pologne[3].
  - CIMOS : petit assembleur de véhicules Citroën, a transformé, à partir de 1981, une petite quantité de FIAT 125p en ambulance. Le châssis utilisé était celui de la version pick-up long (allongé de 20 centimètres) pour recevoir une carrosserie spécifique conçue et fabriquée par CIMOS.

- 1972 - début de l'assemblage en CKD en octobre en Malaisie : 912, Irlande : 868 et Chypre : 870 exemplaires,

- 1973 - début de l'assemblage en CKD par CCA en Colombie : 14 875 ex et El Nasr en Egypte jusqu'en 1983 : 21 699 exemplaires,

- 1975 - début de l'assemblage en CKD par ItalThaï en Thaïlande : 1 873 ex et en Indonésie : 386 exemplaires.

- 41 exemplaires de la FSO Polski FIAT 125p ont été assemblés en Chine en version familiale transformée en ambulance[4],[5].

## Les productions FIAT Polski - FSO
Fabrication sous licence Fiat des modèles suivants renommés Fiat Polski :

### années 1930 - 1939
- FIAT Polski 524
- FIAT Polski 508
- FIAT Polski 618 petit camion & autobus
- FIAT Polski 518
- FIAT Polski 621 petit camion & autobus
- FIAT 1500 6 cylindres
- FIAT 1100
- FIAT 500 Topolino

### années 1967 - 1982
- Polski FIAT 125p
- Polski FIAT 125p Pick-up
- FIAT Polski 127p
- FIAT 128 3P
- FIAT Polski 132p
- FIAT Polski 131p
- FIAT Ritmo
- Zastava 1100

### années 1983 - 2001
- FSO 125p
- FSO Polonez - Caro - Atu
- FIAT 126P by FSM
- FIAT Cinquecento

## FSM - FIAT Poland

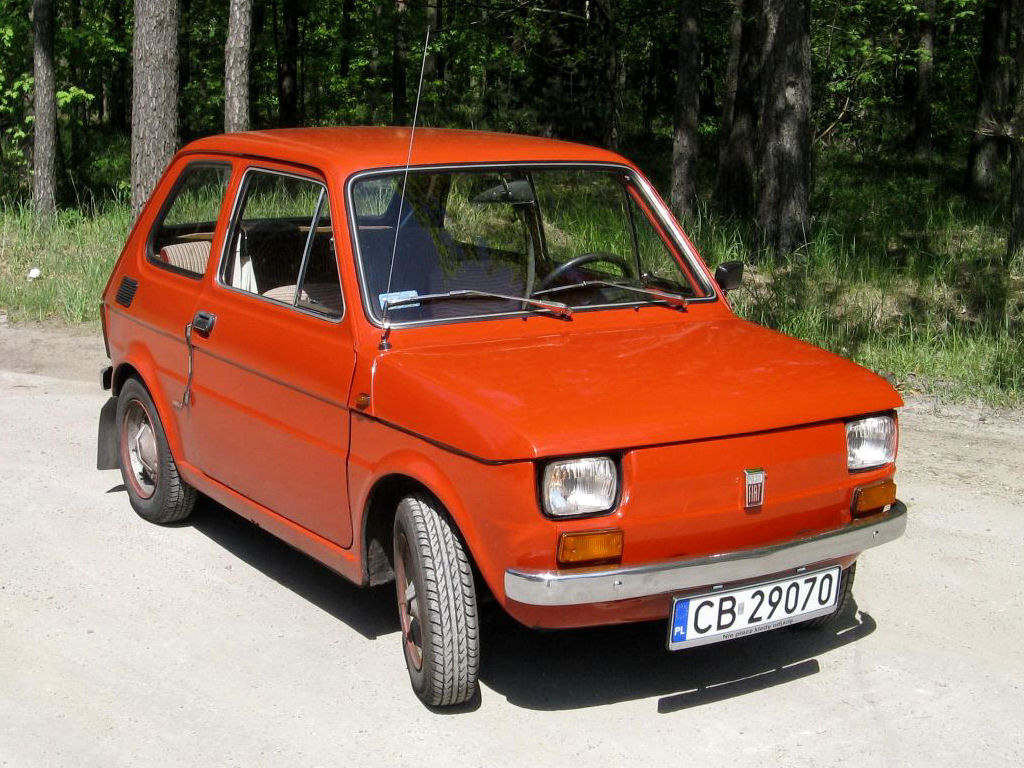
Une FIAT-Polski 126 (1973)

Lorsque FIAT voulut fabriquer sa nouvelle petite FIAT 126 en Pologne au début des années 1970, il fut décidé, avec le gouvernement polonais, de créer une nouvelle entité baptisée FSM dans laquelle FIAT serait actionnaire.
La nouvelle usine a ouvert ses portes le 6 juin 1973 pour la présentation de la FIAT 126p, qui aura beaucoup de succès en Pologne, avec plus de 3 300 000 d'exemplaires construits.
Les voitures FIAT 126p et Cinquecento ont été fabriquées par FIAT Auto en Pologne dans sa filiale FSM

## FIAT Auto Poland
La société mixte FSM - FIAT Poland a été entièrement privatisée le 28 mai 1992 et est devenue FIAT Auto Poland. 
FIAT Auto Poland a produit :
- FIAT 126 à Bielsko-Biała, jusqu'en 2000 (la production à l'usine FIAT Tychy a cessé en 1991)
- FIAT Cinquecento, 1 164 525 unités à Tychy, du 16 décembre 1991 à 1998,
- FIAt Uno, à 173 416 unités dont 144 826 à Bielsko-Biala et 28 590 à Tychy, de 1994 à 2002,
- Innocenti Mille, à 14 774 unités à Bielsko-Biala, de 1995 à 1997,
- FIAT Siena, à 50 151 unités dont 46 637 à Bielsko-Biala et 3 514 à Tychy, de 1997 à 2002,
- FIAT Palio Weekend, 34 138 unités dont 21 773 à Bielsko-Biala et 12 365 à Tychy, de 1997 à 2004,
- FIAT Seicento/600, 1 328 973 unités à Tychy, de décembre 1997 à 2010,
- FIAT Panda II, 2 168 491 unités à Tychy, d'octobre 2003 à 2012,
- FIAT 500 (2007), à Tychy de 2007 à 2023,
- Ford Ka II, à plus de 500 000 unités à Tychy, de juillet 2008 au 20 mai 2016,
- Lancia Ypsilon II, à Tychy, de 2012 à 2023
- Jeep Avenger, à Tychy[7]
- FIAT 600e & hybrid, depuis le 7 septembre 2023[8].
- Alfa Romeo Junior, depuis